# 毛晋
毛 晋（もう しん、1599年 - 1659年）は、中国明末から清初にかけての蔵書家・出版家。はじめ名を鳳苞といった。晩年に名を晋に改め、字を子晋、号を隠湖といった。蘇州府常熟県崑承湖の人。その蔵書楼である汲古閣（きゅうこかく）で知られる。出版物は汲古閣本として有名である。

## 生涯
同郷の銭謙益に学び、明末に何度か科挙試験を受けたが失敗したため、そのまま官職にはつかずに隠居した。毛晋は古い書物に他よりも高い値段をつけて買い求めた。汲古閣・目耕楼に書物を収蔵し、自ら校勘して出版した。
銭謙益も蔵書家として知られたが、その絳雲楼が1650年に火災で焼失したため、清初には毛晋が最大の蔵書家となった。
子に毛襄・毛褒・毛袞・毛表・毛扆の5人と女子4人があった。とくに毛扆（もうい）は蔵書家・校勘家として有名である。『説文解字』汲古閣本は毛晋と毛扆によって出版されている。

## 主な出版物・著作
- 『十三経注疏』汲古閣本
- 『十七史』汲古閣本
- 『宋六十名家詞』
- 『六十種曲』
- 『津逮秘書』